# Copa Suruga Bank de 2017
A Copa Suruga Bank de 2017 (em japonês:  スルガ銀行チャンピオンシップ2017; em inglês:  2017 Suruga Bank Championship; em castelhano:  Copa Suruga Bank 2017) foi a décima edição da competição anual de futebol realizada entre a Confederação Sul-Americana de Futebol (CONMEBOL) e a Japan Football Association (JFA), entre os campeões da Copa da Liga Japonesa da temporada anterior e da Copa Sul-Americana.
A disputa ocorreu entre o time japonês do Urawa Red Diamonds, campeão da Copa da Liga Japonesa de 2016 e o time brasileiro da Chapecoense, campeão da Copa Sul-Americana de 2016. O jogo aconteceu no dia 15 de agosto de 2017, no Estádio Saitama 2002, em Saitama.
O Urawa venceu o time da Chapecoense por 1 gol a 0, com um gol de pênalti, anotado nos acréscimos do segundo tempo por Yuki Abe. Desta forma o time japonês conquistou o seu primeiro título da competição.

## Formato
A Copa Suruga Bank é disputada em partida única, com os campeões da Copa da Liga Japonesa mandando seus jogos em casa. Se uma das equipes não vencer o jogo no tempo regulamentar de 90 minutos, será disputada uma prorrogação. Caso persista o resultado da partida empatado, serão cobrados as penalidades máximas. Um máximo de sete substituições podem ser feitas durante a partida.

## Participantes
| Instituição | Equipe             | Classificação                            | Participação |
| ----------- | ------------------ | ---------------------------------------- | ------------ |
| JFA         | Urawa Red Diamonds | Campeão da Copa da Liga Japonesa de 2016 | 1ª           |
| CONMEBOL    | Chapecoense        | Campeão da Copa Sul-Americana de 2016    | 1ª           |

## Final
| 15 de agosto  | Urawa Red Diamonds | 1 – 0        | Chapecoense | Saitama Stadium 2002, Saitama                      |
| 19:15 (UTC+9) | Abe 90+3' (pen.)   | JFA CONMEBOL |             | Público: 11 002 Árbitro: COR Kim Jong-hyeok (FIFA) |

| Urawa Red | Chapecoense |

| GL            | 25 | Tetsuya Enomoto    |     |       |
| DF            | 46 | Ryota Moriwaki     |     | 64'   |
| DF            | 2  | Maurício Antônio   |     |       |
| DF            | 5  | Tomoaki Makino     |     |       |
| MC            | 18 | Yoshiaki Komai     |     | 64'   |
| MC            | 22 | Yuki Abe           |     |       |
| MC            | 10 | Yosuke Kashiwagi   |     |       |
| MC            | 3  | Tomoya Ugajin      |     | 77'   |
| AT            | 9  | Yuki Muto          |     | 90+7' |
| AT            | 21 | Zlatan Ljubijankič |     | 90+7' |
| AT            | 8  | Rafael Silva       | 56' |       |
| Suplentes:    |    |                    |     |       |
| GL            | 1  | Shusaku Nishikawa  |     |       |
| DF            | 6  | Wataru Endo        |     | 64'   |
| MC            | 14 | Tadaaki Hirakawa   |     | 77'   |
| MC            | 15 | Kazuki Nagasawa    |     | 90+7' |
| MC            | 38 | Daisuke Kikuchi    |     | 64'   |
| AT            | 39 | Shinya Yajima      |     |       |
| AT            | 19 | Ado Onaiwu         |     | 90+7' |
| Treinador:    |    |                    |     |       |
| Takafumi Hori |    |                    |     |       |

| GL                | 93 | Jandrei             |     |       |
| DF                | 22 | Apodi               |     |       |
| DF                | 3  | Douglas Grolli      | 27' |       |
| DF                | 14 | Fabrício Bruno      |     |       |
| DF                | 6  | Reinaldo            |     |       |
| MC                | 5  | Moisés Ribeiro      |     | 79'   |
| MC                | 25 | Lucas Mineiro       |     |       |
| MC                | 11 | Luiz Antônio        | 65' | 90+5' |
| AT                | 7  | Cristian Penilla    |     | 60'   |
| AT                | 10 | Túlio de Melo       |     |       |
| AT                | 17 | Arthur              |     |       |
| Suplentes:        |    |                     |     |       |
| GL                | 12 | Elias               |     |       |
| DF                | 21 | Luiz Otávio         |     | 90+5' |
| DF                | 26 | Diego Renan         |     |       |
| MC                | 33 | Lucas Marques       |     | 79'   |
| MC                | 23 | Fernando Guerrero   |     |       |
| MC                | 40 | Luis Manuel Seijas  |     |       |
| AT                | 9  | Wellington Paulista |     | 60'   |
| Treinador:        |    |                     |     |       |
| Vinícius Eutrópio |    |                     |     |       |

| Bandeirinhas: COR Yoon Kwang-yeol COR Kim Young-ha |

## Premiação
| Copa Suruga Bank de 2017               |
| -------------------------------------- |
| Urawa Red Diamonds Campeão (1º título) |